# Edward Guinness, 1. Earl of Iveagh

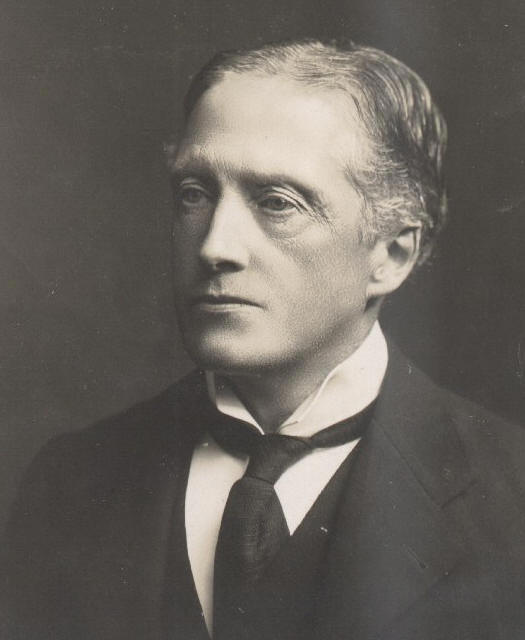
Edward Guinness, 1. Earl of Iveagh

Edward Cecil Guinness, 1. Earl of Iveagh KP GCVO FRS (* 10. November 1847 in Clontarf, Dublin; † 7. Oktober 1927 in London) war ein irischer Geschäftsmann und Philanthrop.

## Leben
Edward Cecil Guinness wurde 1847 als dritter Sohn von Sir Benjamin Guinness, 1. Baronet (1798–1868), und Elizabeth Guinness (1813–1865) geboren. Er studierte am Trinity College in Dublin. Durch den wirtschaftlichen Erfolg der Guinness-Brauerei, die er nach dem Tod seines Vaters erst zusammen mit seinem Bruder Arthur und ab 1876 dann alleine leitete, war Guinness ab 1886 der reichste Mann Irlands. 1889 zog er sich aus der Leitung der Brauerei zurück, blieb aber Mehrheitsaktionär.
1876 erhielt er das Amt des Sheriffs von Dublin, 1885 das des High Sheriffs des County Dublin. Am 27. März 1885 wurde er als Baronet, of Castleknock in the County of Dublin, geadelt. Am 25. Februar 1896 wurde er als Knight Companion in den Order of Saint Patrick aufgenommen. Am 19. Januar 1891 wurde er als Baron Iveagh, of Iveagh in the County of Down, zum Peer erhoben und dadurch Mitglied des House of Lords. Am 18. Dezember 1905 wurde er zum Viscount Iveagh, of Iveagh in the County of Down, erhoben. 1906 wurde er zum Fellow der Royal Society und 1908 zum Kanzler der University of Dublin gewählt, dieses Amt hatte er bis zu seinem Tod inne. Am 7. Januar 1910 wurde er zum Knight Grand Cross des Royal Victorian Order geschlagen und am 30. September 1919 wurden ihm die Titel Earl of Iveagh und Viscount Elveden, of Elveden in the County of Suffolk, verliehen.
Wie schon sein Vater und sein Bruder, setzte Guinness seinen Reichtum für wohltätige Zwecke ein. So gründete er 1888 den Guinness Trust, später als Iveagh Trust bekannt, der in London und Dublin Armen eine Unterkunft bot. Der St. Patrick’s Cathedral spendete er Geld für einen Satz neuer Glocken, die Restaurierung des Glockenturms und zahlreiche Ausbesserungen. Des Weiteren ließ er um 1901 St. Patrick Parks neben der Kathedrale als öffentlichen Garten anlegen.
1907 unterstützte er den Polarforscher Ernest Shackleton bei der Finanzierung der Nimrod-Expedition. Zum Dank dafür benannte Shackleton den Mount Iveagh nach ihm.
Der Earl starb 1927 in London. Er wurde in Elveden in Suffolk beigesetzt.

## Familie
Edward Cecil Guinness war seit dem 20. Mai 1873 mit seiner Cousine dritten Grades Adelaide Maria Guinness († 1916) verheiratet. Aus der Ehe gingen drei Kinder hervor:
- Rupert Guinness, 2. Earl of Iveagh (1874–1967) ⚭ 1903 Lady Gwendolen Onslow, Tochter des William Onslow, 4. Earl of Onslow;
- Hon. Arthur Ernest Guinness (1876–1949) ⚭ 1903 Marie Clothilde Russell, Tochter des Sir George Russell, 4. Baronet;
- Walter Guinness, 1. Baron Moyne (1880–1944) ⚭ 1903 Lady Evelyn Erskine, Tochter des Shipley Erskine, 14. Earl of Buchan.